# Kurosagi - Consegna cadaveri
Kurosagi - Consegna cadaveri (黒鷺死体宅配便?, Kurosagi Shitai Takuhaibin, lett. "Corriere dei cadaveri dell'airone nero") è un manga scritto da Eiji Ōtsuka e disegnato da Housui Yamazaki.

## Trama
La serie segue le gesta di cinque giovani diplomati di un'università buddhista, ognuno dei quali ha una competenza particolare nei confronti dei morti. In alcuni casi, questa competenza è di tipo soprannaturale: Kuro Karatsu riesce a parlare con i morti recenti, Makoto Numata riesce ad avvertire la presenza di cadaveri, l'allegra Keiko Makino è un'imbalsamatrice provetta e il timido Yuji Yata parla con gli alieni (o così almeno afferma). La brillante Ao Sasaki decide di organizzare in modo produttivo le capacità decisamente insolite dei suoi amici e così viene fondata la ditta "Kurosagi", specializzata nella "consegna di cadaveri": i loro clienti sono i morti irrequieti, di cui eseguire (entro i limiti del possibile) le ultime volontà.
La difficoltà maggiore, tuttavia, sembra quella di farsi pagare (in alcuni casi, alla fine dell'episodio, i cinque hanno ricevuto qualche piccolo lascito, qualche oggetto di valore, oppure una vincita alla lotteria).
I casi, sempre macabri, variano dal grottesco allo splatter, al demenziale, al puramente bizzarro e fanno frequentemente riferimento a leggende urbane.

## Personaggi

### Servizio Consegna Cadaveri Kurosagi
Kuro Karatsu (唐津 九郎?, Karatsu Kurō)
Medium. Ha il potere di far parlare i morti e anche di rianimarli, sia pure solo temporaneamente.
Fisicamente, Karatsu appare come un giovanotto totalmente rapato a zero, ma non è chiaro se vada considerato uno skinhead o un bonzo (il suo profilo si accorda con entrambe le possibilità).
Makoto Numata (沼田 真古人?, Numata Makoto)
Rabdomante. Ha la facoltà di percepire la presenza di cadaveri. Per trovarli, utilizza un pendolino.
È un uomo alto e robusto che indossa sempre occhiali neri.
Ao Sasaki (佐々木 碧?, Sasaki Ao)
L'organizzatrice della compagnia. È un'esperta di computer e un'hacker di talento. Ha una larga rete di informazioni e di contatti. Ha l'hobby di collezionare foto di cadaveri (foto che spesso si procura da siti medici o di polizia). Segue anche dei corsi di psicologia. Ha un passato tragico e tutt'altro che banale, dato che la sua famiglia è stata massacrata quando lei era solo una bambina.
Una bella ragazza, spesso ritratta in abiti eleganti, vistosi o succinti.
Keiko Makino (槙野 慧子?, Makino Keiko)
Imbalsamatrice. Si è diplomata in America. Si occupa eventualmente anche delle autopsie.
È piccola di statura e ha un volto infantile. Veste spesso in stile Gothic Lolita o come una bambolina. In alcune occasioni le circostanze la hanno imposto un cosplay da maghetta, ma in quel caso ha mostrato di non esserne entusiasta.
Yuji Yata (谷田 有志?, Yata Yūji)
Canalizzatore (una specie di medium). Più precisamente, Yata è un ragazzo d'indole timida che comunica con un alieno, Ker-Eres: alieno che si manifesta attraverso il burattino che Yata tiene sempre sulla mano sinistra. Yata è anche un appassionato di leggende urbane, argomenti esoterici, teorie scientifiche e pseudo-scientifiche.
Yata appare come un ragazzo di bassa statura, con gli occhi perennemente coperti da una frangia.
Ker-Eres (ケレエレス?, Kere Eresu)
Alieno. Comunica attraverso il burattino di Yata ed è un tipo insolente e sarcastico. È anche molto acuto. I membri del gruppo, almeno all'inizio, appaiono scettici e si chiedono se non sia uno scherzo di Yata oppure un sintomo di personalità dissociata.
Yaichi (やいち?, Yaichi)Un misterioso fantasma che segue Karatsu e apparentemente è la fonte dei suoi poteri. Il suo volto è sfigurato da tre lunghe cicatrici.

## Altri personaggi ricorrenti
Tooru Sasayama (笹山 徹?, Sasayama Tōru)
Sasayama è un personaggio di Otsuka già apparso nella serie precedente, MPD Psycho. In quest'apparizione è molto più vecchio, è calvo, con una cicatrice sul cranio, e ha una gamba di legno. Inizialmente i protagonisti lo scambiano per uno Yakuza. In genere assume i Kurosagi per fargli fare i lavori più improbabili.
Yui Kikuchi (菊池 結?, Kikuchi Yui)Infermiera. Ha la facoltà di far dire a un morto un'ultima parola, prima di lasciare completamente il mondo. Sembra interessata a Karatsu.
Nire (楡?, Nire)Nire è un imprenditore dei servizi post-mortem. Ha un servizio di pompe funebri, un servizio di mummificazione - in stile antico egiziano - e un servizio di crioconservazione, più altre attività meno chiare. Nire è al corrente dell'esistenza del servizio di "Consegna Cadaveri", e delle loro qualità, già prima che le circostanze lo portino ad incontrarli.
Nire si presenta come un giovanotto elegante, intraprendente e di bell'aspetto, dai modi suadenti.
SinuheUn personaggio totalmente coperto di bende. Lavora per Nire, sia nel servizio di mummificazione in stile egiziana (in cui è un esperto), sia nel servizio di criogenia. Soffre di una leggera balbuzie, che dà un'impressione di insicurezza. Questa balbuzie sparisce quando esegue i rituali.

### Motivi di fondo
- Tecniche di sepoltura: nominate spesso, insieme con i rituali correlati; in genere ai fini della trama, ma talvolta con una forte insistenza.
- Tanatoprassi: l'imbalsamatrice Makino si occupa spesso di restituire ad alcuni cadaveri un aspetto accettabile.

### Elementi narrativi
- Fantasma: nella serie non compaiono solo cadaveri parlanti ma anche spiriti di defunti. I due tipi di entità possono essere collegate e interagire nei due sensi (caso limite: in una storia, lo spettro di un serial killer viene fatto a pezzi dai cadaveri delle sue vittime).
- Folklore: come nel caso delle leggende urbane, sono spesso utilizzate nelle trame, o nominate dai personaggi. In particolare per quanto riguarda i rituali tradizionali di sepoltura; ma anche i cerchi nel grano o le storie di fantasmi.
- Leggenda urbana: sono spesso utilizzate nelle trame, o nominate dai personaggi.
- Horror: altri episodi mescolano umorismo nero con horror vero e proprio.
- Serial killer
- Umorismo nero: molte degli episodi rientrano in questo genere, o lo utilizzano fortemente.